# ジニー賞
ジニー賞（Genie Award）は、カナダ映画の健全な発展を目的に、監督、俳優、スタッフを表彰し、その労と成果を讃えるための映画賞。テレビ放送は1979年当初からCBCで中継されていたが、2004年以降は、Citytvで中継されていた。2008年以降はCTVで放送。

## 歴史
ジニー賞の歴史は1949年から行われていたカナディアン・フィルム・アワードで、1980年にジニー賞に改めた。テレビ番組を対象とするジェミニ賞同様、主催はカナダ映画テレビアカデミーである。アメリカのアカデミー賞に相当する。
2012年、カナダ映画テレビアカデミーはジニー賞とジェミニ賞を統合し、新たな賞「カナダ・スクリーン・アワード」を創設すると発表した。2013年3月3日、第1回カナダ・スクリーン・アワードが開催された。

## 最優秀作品賞
- 1980年（第1回）：『チェンジリング』
- 1981年（第2回）：『Les Bons débarras』（フランス語）
- 1982年（第3回）：『Ticket to Heaven』（英語）
- 1983年（第4回）：『グレイ・フォックス（英語版）』
- 1984年（第5回）：『テリー・フォックス物語（英語版）』
- 1985年（第6回）：『The Bay Boy』（英語）[2]
- 1986年（第7回）：『My American Cousin』（英語）[3]
- 1987年（第8回）：『アメリカ帝国の滅亡（英語版） (Le Déclin de l'empire américain) 』
- 1988年（第9回）：『ナイト・ズー（英語版） (Un Zoo la nuit) 』
- 1989年（第10回）：『戦慄の絆』
- 1990年（第11回）：『モントリオールのジーザス（英語版） (Jésus de Montréal)』
- 1991年（第12回）：『ブラック・ローブ（英語版）』
- 1992年（第13回）：『裸のランチ』
- 1993年（第14回）：『グレン・グールドをめぐる32章（英語版）』
- 1994年（第15回）：『エキゾチカ』
- 1996年（第16回）：『Le Confessionnal』（フランス語） (Robert Lepage（フランス語版）監督)
- 1996年（第17回）：『百合の伝説 シモンとヴァリエ』
- 1997年（第18回）：『スウィート ヒアアフター』
- 1999年（第19回）：『レッド・バイオリン』
- 2000年（第20回）：『太陽の雫』
- 2001年（第21回）：『渦（英語版）』
- 2002年（第22回）：『氷海の伝説（英語版）』
- 2003年（第23回）：『アララトの聖母 (映画)（英語版）』
- 2004年（第24回）：『みなさん、さようなら』
- 2005年（第25回）：『ベルヴィル・ランデブー』
- 2006年（第26回）：『C.R.A.Z.Y.』（フランス語）
- 2007年（第27回）：『ブレイキング・コップス（英語版）』
- 2008年（第28回）：『アウェイ・フロム・ハー君を想う』
- 2009年（第29回）：『A TIME OF WAR 戦場の十字架（英語版）』
- 2010年（第30回）：『Polytechnique』（フランス語）
- 2011年（第31回）：『灼熱の魂』
- 2012年（第32回）：『ぼくたちのムッシュ・ラザール』

## ジニー賞特別賞
ジニー賞特別賞は生涯の功績や重大なキャリアの節目を讃え、個人もしくは複数人に随時授与される賞である。